# Bettlerscharte

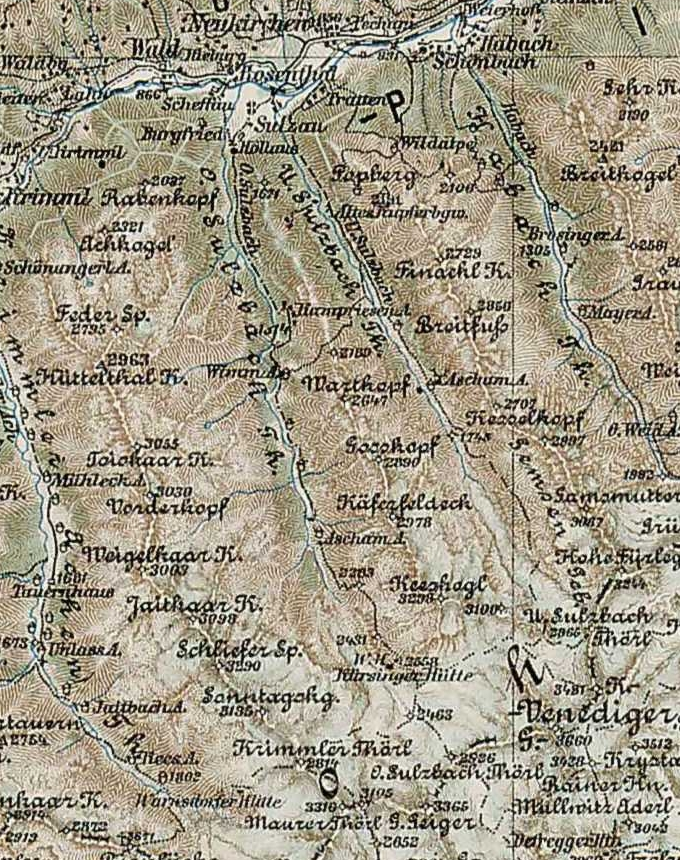
O(beres) und U(nteres) Sulzbach Th(al). Franzisco-Josephinische Landesaufnahme, Blatt 30–47 Bruneck, um 1870/80

Die Bettlerscharte ist ein Übergang zwischen Obersulzbachtal und Untersulzbachtal. Die Täler sind bei Sulzau, Neukirchen am Großvenediger in Salzburg. Sie gehört zu der Venedigergruppe.

## Der Grat
Der Grad ist auf beiden Seiten steil, nahezu senkrecht, abfallend und komplett mit Gras bewachsen.

## Wanderung über den Bettlersteig
Der Bettlersteig beginnt direkt an der Berndlalm führt in ca. 2 Stunden über die Berndl-Hochalm (⊙) zur Bettlerscharte und hinunter zur Finkalm (⊙) und Abichlalm ins Untersulzbachtal zum Gasthof Stockeralm.

### Erweiterte Wegbeschreibung
Der Bettlersteig verbindet die beiden Sulzbachtäler. Um Zeit zu sparen, kann man bis zur Berndlalm fahren und von dort aus die Wanderung beginnen. Der Weg zur Bettlerscharte führt am Fahrweg entlang zur Berndl-Hochalm. Hier zweigt der schmale Wandersteig ab führt leicht ansteigend zur Kampriesen Hochalm und von dort in steileren Serpentinen hinauf auf die 2002 m hohe Bettlerscharte. Oben angekommen hat man einen herrlichen Rundumblick. Der Abstieg in das Untersulzbachtal führt zuerst über die mäßig geneigte Hochalm und quert dann, über sehr steiles Gelände abfallend, die Wechselklamm. Von dort führt der Bettlersteig wieder gemächlich über Almwiesen hinab zur bewirtschafteten Finkalm im Untersulzbachtal. Diesem Weg kann man nach Neukirchen folgen oder sich ab dem Gasthof Stockeralm mit den Tälertaxi fahren lassen.
Der Bettlersteig ist nur für erfahrene Bergwanderer geeignet und führt teilweise über steiles Gelände. Die Gehzeit von der Berndlalm über den Bettlersteig zur Finkalm, oder in umgekehrter Richtung, beträgt 3 bis 3,5 Stunden und umfasst einen einseitigen Höhenunterschied von ca. 700 m.